# Telegrame
Telegrame este o schiță literară scrisă de Ion Luca Caragiale și publicată în numărul din 15 octombrie 1899 al ziarului Universul.
Schița „Telegrame” a fost sursa de inspirație a filmului Telegrame (1960), regizat de Gheorghe Naghi și Aurel Miheleș și cu o distribuție prestigioasă formată din Grigore Vasiliu-Birlic, Costache Antoniu, Jules Cazaban, Alexandru Giugaru, Niki Atanasiu, Marcel Anghelescu, N. Neamțu-Ottonel, Ștefan Ciubotărașu, Carmen Stănescu, Vasilica Tastaman, Florin Vasiliu.

## Personaje
- Costăchel Gudurău - avocat, alegător la colegiul I, fost deputat
- Iordăchel Gudurău - mare proprietar, alegător la colegiul I, fost senator, fratele lui Costăchel
- Albert Gudurău - unul din capii opoziției locale, nepotul lui Costăchel
- Raul Grigorașcu - directorul prefecturii județului
- Atenaisa Perjoiu - fosta soție a lui Albert Gudurău, concubina lui Raul Grigorașcu
- procurorul Tribunalului X - cu o vechime în magistratură de 23 de ani, lipsește din oraș la începutul evenimentelor fiind plecat la un chef la o mănăstire de maici
- prefectul județului X - se află în concediu pe tot parcursul evenimentelor
- ministrul justiției
- generalul Grigorașcu (Gregoraschco) - vărul lui Raul Grigorașcu
- Antonache Pamfil - avocatul statului, mort de apoplexie la cafeneaua centrală a orașului